# We Break the Dawn
We Break The Dawn é uma canção da cantora e compositora Michelle Williams, gravada para seu terceiro álbum de estúdio, Unexpected.Foi escrita por Solange Knowles,Andrew Frampton e Wayne Wilkins e produzida por Frampton e Wilkins. O seu lançamento ocorreu no dia 15 de Abril de 2008 como single digital.
O Single dominou o gráfico da Billboard Hot Dance Airplay e atingiu a quarta colocação no Hot Dance Club Songs, mesmo divulgando a música com performances e aparições na televisão, a canção não entrou para o Billboard Hot 100 .
No Reino Unido a canção estreou no UK Singles Chart no número 47, se tornando o primeiro single de Williams a receber um airplay na Europa.
A canção também ganhou um remix oficial produzido pelo DJ Montay com parceria do rapper Flo-Rida .

## Composição
We Break The Dawn foi escrita por Solange Knowles,Andrew Frampton e Wayne Wilkins e produzida por Frampton e Wilkins, é uma canção up-tempo, dance-pop que incorpora vários outros gêneros, como europop, synthpop e R&B. A extensão vocal de Williams na canção abrange apenas duas oitavas da nota G3 a A5. 
Embora uma série de remixes foram produzidos e lançados, o mais notável é o DJ Montay Remix que também está presente no Unexpected (Intitulado We Break The Dawn Part 2), juntamento com a versão original. A Parte 2 conta com a participação do rapper Flo-Rida que tem um verso no final da canção.

## Lançamento
Houve rumores de que Stop This Car seria o primeiro single do Unexpected, porém mais tarde foi confirmado como segundo single e substituído por The Greatest.
We Break The Dawn foi lançado em 15 de Abril de 2008 como Single digital e em  8 de Julho de 2008 como single físico. No Reino Unido, o single só foi lançado no dia 22 de Setembro de 2008. 

## Recepção da Critica
A recepção da critica foi positiva em relação a We Break The Dawn. Nick Levine da Digital Spy descreveu a canção como "uma fusão incrível de Europop e R&B americano concedendo-lhe quatro de cinco estrelas. Nick Levine listou a canção sendo um dos brilhantes electro-R&B, que faz a transição de Williams da igreja para o clube tão agradável e inevitável. Entretanto Robin Carolan da Slant Magazine descreveu a canção como um movimento que funciona bem para ela passando a afirmar que ele possui um refrão embrulhado com o impressionante e majestoso synthpop e apesar de fazer sucesso nas paradas de dança, Williams merecia passar por cima.

## Desempenho nas Paradas
We Break The Dawn se tornou o single mais bem sucedido de Williams quando dominou o Billboard Hot Dance Airplay e atingiu a quarta posição no Hot Dance Club Songs.
O Single também recebeu algum airplay nas Filipinas e em paises Europeus como, Polônia, Finlândia e Suécia, assim chegou ao número 26 no Billboard Global Dance Tracks.
No Reino Unido o single estreou no número 47, se tornando a primeira música de Michelle no gráfico do Reino Unido. O single também recebeu um airplay na Hungria, estreando e atingindo o máximo de número 38 sobre o Hungarian Mahasz Singles Chart.

## Vídeo Musical
O vídeo, dirigido por Phil Griffin, foi filmado em 23 de Abril de 2008 no centro de Los Angeles e estreou em 20 de Maio de 2008. Apresenta Williams dançando nas ruas vazias de uma cidade com dançarinos de fundo. O vídeo foi também utilizado para o "DJ Montay Remix" com Flo-Rida e "Karmatronic Remix", com cenas alternadas do oficial.